# Dirk Scalongne
Dirk Scalongne (Amsterdam, 12 dicembre 1879 – Amstelveen, 1º aprile 1973) è stato uno schermidore olandese, vincitore di una medaglia di bronzo nella scherma ai giochi olimpici.